# Real Club de Regatas de Santiago de la Ribera

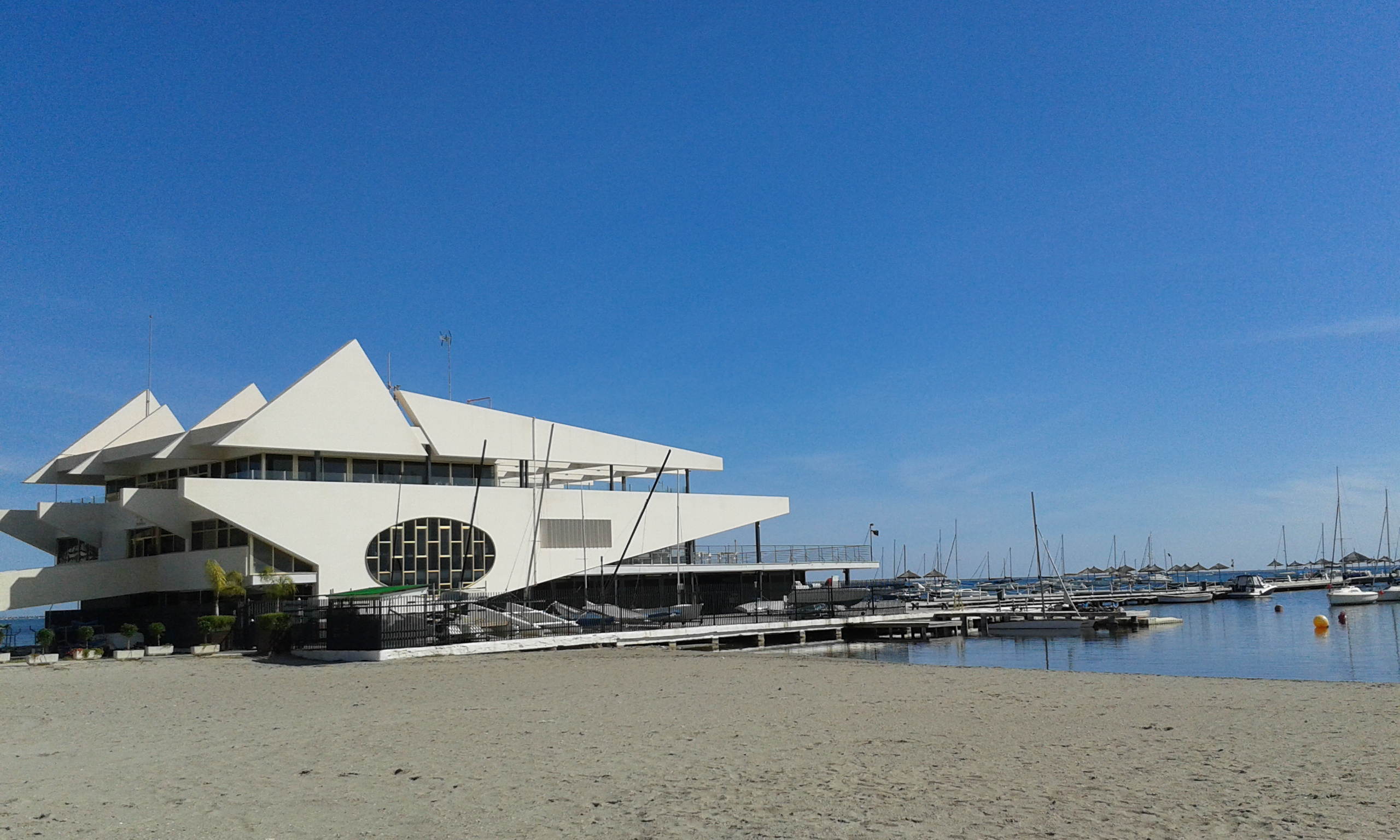
Sede social

El Real Club de Regatas de Santiago de la Ribera (RCRSR) es un club náutico español con sede en Santiago de la Ribera, en el municipio de San Javier (Región de Murcia).

## Historia
Se fundó en 1918 y las primeras embarcaciones de los socios eran botes de vela marconi o de vela latina, con los que surcaban las aguas del Mar Menor.
Fue a partir de 1931, con la expansión de la clase Snipe, cuando el RCRSR se posicionó al frente de la vela ligera española creando la sexta flota nacional de esta clase, y la número 148 de la SCIRA.
Posteriormente se incorporaron las flotas de Optimist y Cadet, que han tenido un gran éxito en la formación de los regatistas que actualmente se integran en las flotas Snipe, J/80 y crucero.

## Regatas
Ha organizado el campeonato de España de la clase snipe en 1975, 1992, 2001 y 2018; y el campeonato de Europa de la clase snipe en 1986 y 2016.

## Deportistas destacados
Carlos Martínez ganó la medalla de oro en los Juegos Mediterráneos de 1997, el Trofeo Su Alteza Real Princesa Sofía de 1997 y 1998, y el campeonato de España en 5 ocasiones de la clase Laser. También ganó el campeonato de España de la clase Cadet en 1978, 1979 y 1980, y el campeonato de Europa y la Copa del Rey de la clase J/80, así como la medalla de bronce en los campeonatos del Mundo de esta clase en 2009, 2010, 2011 y 2012.
Francisco Sánchez Ferrer han ganado cuatro campeonatos de España (2003, 2005, 2007 y 2013) con su hermana Marina Sánchez y dos campeonatos de Europa, uno con Marina (2010) y otro con Javier Jiménez (2004), de la clase Snipe, además de un subcampeonato (2012) con Marina En 2003 fue tercero en el campeonato del mundo de esta clase, también con su hermana Marina. Por su parte, Marina Sánchez Ferrer, además, ganó un campeonato del mundo femenino de la misma clase con Marina Gallego Durán, en 2008 y formó parte del equipo olímpico español en los Juegos Olímpicos de Atenas 2004, compitiendo en la clase Yngling.